# Serre-les-Moulières
Serre-les-Moulières è un comune francese di 190 abitanti situato nel dipartimento del Giura nella regione della Borgogna-Franca Contea.

## Società

### Evoluzione demografica
Abitanti censiti